# Cristian Ghinea
Cristian Ghinea (ur. 20 lipca 1977 w Bukareszcie) – rumuński polityk, publicysta i politolog, w 2016 minister ds. funduszy europejskich, parlamentarzysta krajowy, poseł do Parlamentu Europejskiego IX kadencji, od 2020 do 2021 minister inwestycji i projektów europejskich.

## Życiorys
Z wykształcenia politolog, w 2000 ukończył studia w Școala Națională de Studii Politice și Administrative. W latach 2007–2008 kształcił się w London School of Economics. Pracował w rumuńskich mediach i organizacjach pozarządowych. Został publicystą tygodnika „Dilema veche”, a w 2009 współzałożycielem i dyrektorem think tanku Centrul Român de Politici Europene.
W listopadzie 2015 powołany na doradcę premiera Daciana Cioloșa do spraw europejskich. W kwietniu 2016 objął stanowisko ministra ds. funduszy europejskich w rządzie tegoż premiera. Zrezygnował z tej funkcji w październiku 2016 w związku z zaangażowaniem się w kampanię wyborczą Związku Zbawienia Rumunii. W grudniu 2016 z ramienia tego ugrupowania wybrano go w skład Izby Deputowanych.
W 2019 z ramienia koalicji USR i PLUS uzyskał mandat posła do Parlamentu Europejskiego IX kadencji. W grudniu 2020 został ministrem inwestycji i projektów europejskich w gabinecie Florina Cîțu. Ustąpił z tej funkcji we wrześniu 2021 w trakcie kryzysu koalicyjnego. W 2024 został wybrany w skład Senatu.